# Kryzys wieku średniego
Kryzys wieku średniego, Kryzys czterdziestki – nazwa okresu w życiu człowieka, użyta po raz pierwszy przez Elliotta Jacques’a w 1965. Kryzys ten może nastąpić, gdy człowiek osiąga połowę oczekiwanego czasu życia. Kryzys może też być wywołany przez różne wydarzenia, np. andropauzę czy menopauzę, lub też chorobę kogoś bliskiego, śmierć rodziców. Efektem kryzysu może być przewartościowanie dotychczasowych priorytetów, dotyczących pracy zawodowej, małżeństwa czy rodziny.
Nie jest to choroba, ale okres przejściowy w życiu człowieka, który może wystąpić z większą lub mniejszą intensywnością.

## Symptomy
Do objawów tzw. kryzysu wieku średniego można zaliczyć:
- przygnębienie,
- niezadowolenie
- złość,
- poczucie samotności,
- zauroczenie inną osobą, niebędącą partnerem życiowym
- pragnienie ucieczki od codziennej odpowiedzialności
- nagły pociąg do alkoholu

## Wyniki badań
Badania naukowe prowadzone w latach 80. wykazały, że jedynie ok. 10% osób przejawiało w swym życiu symptomy kryzysu wieku średniego.